# Sergentomyia brevinervis
Sergentomyia brevinervis är en tvåvingeart som först beskrevs av Quate och David Fairchild 1961.  Sergentomyia brevinervis ingår i släktet Sergentomyia och familjen fjärilsmyggor. Inga underarter finns listade i Catalogue of Life.